# Badge (Lied)
Badge ist ein Rocksong von George Harrison und Eric Clapton, der zuerst von der britischen Rockgruppe Cream interpretiert und 1969 veröffentlicht wurde.

## Entstehungsgeschichte und Charakteristika
Der Songtext ist eine Reflexion über eine missglückte Beziehung und teilweise etwas kryptisch abgefasst. Zunächst hatte das im Oktober 1968 eingespielte Lied Badge keinen Titel. Während der Produktion des Goodbye-Albums wurde das Notenpapier, auf dem der Titel notiert war, als Schmierblatt für die Albumtitel und Liner Notes verwendet. Das auf dem Papier für Eric Clapton einzig erkennbare Wort war „Bridge“, was die Bridge auf dem Blatt anzeigte. Clapton las jedoch das Wort „Badge“ vor – später erhielt das Lied den Namen.
George Harrison erinnerte sich etwas anders an die Namensgebung: „Ich habe Eric geholfen Badge zu schreiben. Wir beide sollten einen Song zum Goodbye-Album beitragen, und Eric hatte seinen noch nicht fertig. Wir beide schrieben an dem Lied an verschiedenen Orten. Als wir zusammentrafen, war ich an der Bridge des Stückes angekommen. Eric las den Zettel verkehrt herum und lachte sich tot: ‚Was ist denn Badge bitte?‘ Nachdem Ringo betrunken zu uns kam, steuerte er die Zeile über die Schwäne im Park bei.“ Ein verbreiteter Irrtum ist, dass der Liedtitel sich von den im Stück verwendeten Akkorden ableite, was nicht korrekt ist, da die Akkordabfolge nicht aus den Tönen B-A-D-G-E besteht.
Clapton wirkte als Lead-Sänger und Gitarrist bei der Aufnahme mit. Jack Bruce sang Background-Vocals und spielte E-Bass. Ginger Baker begleitete am Schlagzeug. Felix Pappalardi wirkte als Pianist, und Harrison ist als Rhythmusgitarrist unter dem Pseudonym „L’Angelo Misterioso“ vertreten.

## Kommerzieller Erfolg
In den Vereinigten Staaten erreichte die Single Platz 60 der Billboard Hot 100 und Rang 65 der Cashbox Top-Singles-Chart. Platz 18 erreichte Badge dagegen in der britischen Single-Chart der Official Charts Company. In Malaysia belegte der Titel Platz 1 der RIM-Hitparade, bei mehr als 12.900 verkauften Einheiten.

## Veröffentlichungen
| Region                 | Datum         | Label               | Quelle |
| ---------------------- | ------------- | ------------------- | ------ |
| Australien             | 1969          | Polydor             | [ 11 ] |
| Deutschland            | Mai 1969      | Polydor             | [ 12 ] |
| Frankreich             | 1969          | Polydor             | [ 13 ] |
| Griechenland           | 1969          | Polydor             | [ 14 ] |
| Italien                | 1969          | Polydor             | [ 15 ] |
| Japan                  | Juli 1969     | Polydor             | [ 16 ] |
| Kanada                 | Juli 1970     | Polydor             | [ 17 ] |
| Norwegen               | 1969          | Polydor             | [ 18 ] |
| Polen                  | 1969          | Pocztówka Dźwiękowa | [ 19 ] |
| Spanien                | 1969          | Polydor             | [ 20 ] |
| Südafrika              | 1969          | Polydor             | [ 21 ] |
| Thailand               | 1969          | Polydor             | [ 22 ] |
| Vereinigtes Königreich | 3. April 1969 | Polydor             | [ 23 ] |
| Vereinigte Staaten     | 17. März 1969 | Atco                | [ 1 ]  |

Clapton veröffentlichte sowohl Cover- als auch Liveversionen des Titels auf vieler seiner Alben und in Konzertfilmen wie zum Beispiel Eric Clapton’s Rainbow Concert (1973), 24 Nights (1991), Crossroads 2: Live in the Seventies (1996), Live in Hyde Park (1997), One More Car, One More Rider (2001), Ballads (2003) und Live at Montreux 1986 (2006).

## Coverversionen
Jeff Healey veröffentlichte eine Coverversion von Badge auf seinem 1995 erschienenen Coveralbum Cover to Cover. Ähnlich wie in Claptons Liveversion aus dem Jahre 1973 wurde Healeys Studioversion um ein zweites Solo nach der dritten Strophe erweitert.
Fanny hatten auf ihrem Debütalbum Fanny von 1970 eine Coverversion von Badge.